# Cantonul Saint-Martin-d'Auxigny
Cantonul Saint-Martin-d'Auxigny este un canton din arondismentul Bourges, departamentul Cher, regiunea Centru, Franța.

## Comune
| Comune                   | Populație (1999) | Cod poștal | Cod INSEE |
| ------------------------ | ---------------- | ---------- | --------- |
| Allogny                  | 896              | 18110      | 18004     |
| Fussy                    | 1 951            | 18110      | 18097     |
| Menetou-Salon            | 1 661            | 18510      | 18145     |
| Pigny                    | 715              | 18110      | 18179     |
| Quantilly                | 442              | 18110      | 18189     |
| Saint-Éloy-de-Gy         | 1 382            | 18110      | 18206     |
| Saint-Georges-sur-Moulon | 667              | 18110      | 18211     |
| Saint-Martin-d'Auxigny   | 2 018            | 18110      | 18223     |
| Saint-Palais             | 609              | 18110      | 18229     |
| Vasselay                 | 1 095            | 18110      | 18271     |
| Vignoux-sous-les-Aix     | 657              | 18110      | 18280     |